# Bahnstrecke Oberhausen–Duisburg-Ruhrort
| |                      |                                             |                                             |
| Streckennummer (DB): | 2274                 |                                             |                                             |
| Kursbuchstrecke (DB): | 447                  |                                             |                                             |
| Kursbuchstrecke: | 235 (1946)           |                                             |                                             |
| Streckenlänge: | 9 km                 |                                             |                                             |
| Spurweite: | 1435 mm (Normalspur) |                                             |                                             |
| Streckenklasse: | D4                   |                                             |                                             |
| Streckengeschwindigkeit: | 100 km/h             |                                             |                                             |
| |                      |                                             |                                             |
| \| \| \| Strecke von Wesel \| \| \| \| \| Strecke von Gelsenkirchen \| \| \| \| 0,3 \| Oberhausen Hbf \| Oberhausen Hbf \| \| \| \| Strecke nach Essen \| \| \| \| \| Strecke nach Duisburg \| \| \| \| 2,5 \| Duisburg-Obermeiderich \| Duisburg-Obermeiderich \| \| \| \| Strecke Oberhausen West–Duisburg-Wedau \| \| \| \| \| Strecke Oberhausen West–Duisburg Hbf \| \| \| \| \| Strecke von Oberhausen West \| \| \| \| \| Rhein-Herne-Kanal \| \| \| \| 3,5 \| Duisburg-Meiderich Ost Abzw \| Duisburg-Meiderich Ost Abzw \| \| \| 3,9 \| Duisburg-Meiderich Ost \| Duisburg-Meiderich Ost \| \| \| \| ehem. Strecke von Mülheim-Styrum \| \| \| \| 5,3 \| Duisburg-Meiderich Süd \| Duisburg-Meiderich Süd \| \| \| \| Strecke nach Moers \| \| \| \| \| ehem. Strecke von Duisburg-Neumühl \| \| \| \| 7,4 \| Duisburg-Ruhrort Hafen alt \| Duisburg-Ruhrort Hafen alt \| \| \| \| ehem. Strecke nach Duisburg-Ruhrort Hafenbf \| \| \| \| 8,9 \| Duisburg-Ruhrort (ehem. Bf) \| Duisburg-Ruhrort (ehem. Bf) \| \| \| \| ehem. Trajekt Ruhrort–Homberg \| \| \| \| \| ehem. Strecke nach Mönchengladbach \| \| \| \| \| \| \| \| Quellen: [1][2] \| \| \| \| |                      |                                             |                                             |
| Strecke |                      | Strecke von Wesel                           | Strecke von Wesel                           |
| Abzweig geradeaus und von links |                      | Strecke von Gelsenkirchen                   | Strecke von Gelsenkirchen                   |
| Bahnhof mit S-Bahn-Halt | 0,3                  | Oberhausen Hbf                              | Oberhausen Hbf                              |
| Abzweig geradeaus und nach links |                      | Strecke nach Essen                          | Strecke nach Essen                          |
| Abzweig geradeaus und nach links |                      | Strecke nach Duisburg                       | Strecke nach Duisburg                       |
| Haltepunkt / Haltestelle | 2,5                  | Duisburg-Obermeiderich                      | Duisburg-Obermeiderich                      |
| Kreuzung geradeaus unten |                      | Strecke Oberhausen West–Duisburg-Wedau      | Strecke Oberhausen West–Duisburg-Wedau      |
| Kreuzung geradeaus unten |                      | Strecke Oberhausen West–Duisburg Hbf        | Strecke Oberhausen West–Duisburg Hbf        |
| Strecke nach halblinks und von rechts · Verschwenkung nach links |                      | Strecke von Oberhausen West                 | Strecke von Oberhausen West                 |
| Brücke über Wasserlauf · Brücke über Wasserlauf |                      | Rhein-Herne-Kanal                           | Rhein-Herne-Kanal                           |
| Abzweig geradeaus und von links · Abzweig geradeaus und nach rechts | 3,5                  | Duisburg-Meiderich Ost Abzw                 | Duisburg-Meiderich Ost Abzw                 |
| Strecke · Haltepunkt / Haltestelle | 3,9                  | Duisburg-Meiderich Ost                      | Duisburg-Meiderich Ost                      |
| Strecke · Abzweig geradeaus und ehemals von links |                      | ehem. Strecke von Mülheim-Styrum            | ehem. Strecke von Mülheim-Styrum            |
| Dienststation / Betriebs- oder Güterbahnhof · Bahnhof | 5,3                  | Duisburg-Meiderich Süd                      | Duisburg-Meiderich Süd                      |
| Strecke nach rechts und von halblinks · Verschwenkung von links |                      | Strecke nach Moers                          | Strecke nach Moers                          |
| Abzweig geradeaus und ehemals von rechts |                      | ehem. Strecke von Duisburg-Neumühl          | ehem. Strecke von Duisburg-Neumühl          |
| ehemaliger Dienststation / Betriebs- oder Güterbahnhof | 7,4                  | Duisburg-Ruhrort Hafen alt                  | Duisburg-Ruhrort Hafen alt                  |
| Abzweig geradeaus und ehemals nach links |                      | ehem. Strecke nach Duisburg-Ruhrort Hafenbf | ehem. Strecke nach Duisburg-Ruhrort Hafenbf |
| Haltepunkt / Haltestelle Strecke ab hier außer Betrieb | 8,9                  | Duisburg-Ruhrort (ehem. Bf)                 | Duisburg-Ruhrort (ehem. Bf)                 |
| Eisenbahnfähre (Strecke außer Betrieb) |                      | ehem. Trajekt Ruhrort–Homberg               | ehem. Trajekt Ruhrort–Homberg               |
| Strecke (außer Betrieb) |                      | ehem. Strecke nach Mönchengladbach          | ehem. Strecke nach Mönchengladbach          |
| |                      |                                             |                                             |
| Quellen: |                      |                                             |                                             |

Die Bahnstrecke Oberhausen–Duisburg-Ruhrort ist eine Eisenbahnstrecke in Deutschland. Sie führt von Oberhausen über Duisburg-Meiderich nach Duisburg-Ruhrort.
Die Strecke ist heute als Hauptstrecke klassifiziert, nicht elektrifiziert und bis auf den Bereich des Bahnhofs Duisburg-Meiderich Süd durchgehend eingleisig.

## Geschichte
Die Köln-Mindener Eisenbahn-Gesellschaft (CME) hatte mit der Fertigstellung ihrer Stammstrecke 1847 die erste und zunächst einzige Eisenbahn im Ruhrgebiet. Auf dieser sollte die im Ruhrgebiet geförderte Kohle auch zu den Verbrauchern am linken Niederrhein gebracht werden. Sie schloss einen Vertrag mit der Ruhrort-Crefeld-Kreis Gladbacher Eisenbahn-Gesellschaft (RCG), die die linksrheinische Bahnstrecke nach Mönchengladbach bauen sollte, inklusive einer Trajektanstalt zwischen Ruhrort und Homberg.
Ausgehend von ihrem Bahnhof Oberhausen baute die CME ihre Stichstrecke über (Duisburg-)Meiderich zum geplanten rechtsrheinischen Teil der Trajektanstalt in (Duisburg-)Ruhrort, die erst am 12. November 1852 fertiggestellt werden sollte, vier Jahre nach der Eröffnung der Stichstrecke am 14. Oktober 1848.

## Entwicklung
Nachdem die Bergisch-Märkische Eisenbahn-Gesellschaft (BME) 1866 die RCG zusammen mit der Königlichen Direktion der Aachen-Düsseldorf-Ruhrorter Eisenbahn übernommen hatte, verlängerte sie ihre Ruhrgebietsstrecke ausgehend von ihrem westlichen Knotenbahnhof in (Mülheim-)Styrum weiter nach Ruhrort. Damit hatte die BME Strecken an beiden Ufern ihres Trajekts, wovon bis heute die von Aachen durchgehende Kilometrierung zeugt, und so verlor die Strecke der CME nach Oberhausen schlagartig an Bedeutung.
Als mit der Duisburg-Hochfelder Eisenbahnbrücke eine feste Rheinquerung an der Bahnstrecke Osterath–Dortmund Süd der alten Ruhrorter Trajektanstalt endgültig den Rang abgelaufen hatte, verlor die Bahnstrecke ihre überregionale Bedeutung, stattdessen wurde sie unerlässlich für den Güterverkehr zur Stahlindustrie und zum Duisburg-Ruhrorter Hafen.

## Heutige Situation
Die Stadt Duisburg ist hauptsächlich durch Eingemeindungen gewachsen, die Mitte des 19. Jahrhunderts gebauten Eisenbahnstrecken spiegeln insofern nicht die Verkehrsströme der heutigen Bevölkerung wider. Daher findet auf dieser Strecke relativ wenig Personenverkehr statt.
Sie war zudem für den Güterverkehr von Bedeutung, da sie den Duisburg-Ruhrorter Hafenbahnhof mit dem großen Güterbahnhof Oberhausen West (ehemals Bahnhof Oberhausen RhE) an der Bahnstrecke Duisburg-Wedau–Bottrop Süd der ehemaligen Rheinischen Eisenbahn-Gesellschaft (RhE) verband. Heute wird der Hafenbahnhof nur noch von der Ostseite angeschlossen.

## Bedienung
Die Regionalbahn RB 36 Ruhrort-Bahn wird heute von der RheinRuhrBahn betrieben. Sie übernahm am 1. September 2022 die Strecke von der NordWestBahn im Rahmen einer Umstrukturierung der Transdev-Gruppe. Diese gewann am 12. Dezember 2010 die Strecke nach einer Ausschreibung des Niers-Rhein-Emscher-Netzes von der Prignitzer Eisenbahn GmbH. Die Fahrzeit für die Gesamtstrecke betrug zwölf Minuten. Am Hauptbahnhof Oberhausen bestehen Anschlüsse zu anderen Zügen im Nah- und Fernverkehr.
Die RRB setzte Dieseltriebwagen vom Typ LINT 41 auf der Strecke ein. Die Durchschnittsgeschwindigkeit betrug 45 km/h. Die Ruhrort-Bahn gehört zum Streckennetz des VRR.
Zwischen Mitte Februar 2019 und dem 9. September 2019 verkehrte auf Grund eines Mangels an Fahrpersonal ein Schienenersatzverkehr mit Bussen zwischen Duisburg-Ruhrort und Oberhausen Hbf. Mit Fahrplanwechsel zum 15. Dezember 2024 wurde die Linie erneut auf Omnibusbetrieb umgestellt.